# Wynicowanie pęcherza moczowego
Wynicowanie pęcherza moczowego (kompleks wynicowanie-wierzchniactwo, łac. extrophia vesicae urinariae, ang. bladder exstrophy, exstrophy-epispadias complex) – rzadki kompleks wad wrodzonych, często skojarzony z wierzchniactwem (epispadiasis). Wada jest wynikiem defektu zamknięcia dolnej części ściany brzucha w embriogenezie, około 5. tygodnia ciąży. Niedostateczna migracja komórek mezenchymalnych w powłoki brzucha sprawia, że ektoderma powierzchniowa znajduje się bezpośrednio w sąsiedztwie wyściółki zatoki moczowo-płciowej. Pęknięcie tych błon powoduje otwarcie zatoki moczowo-płciowej do jamy owodni. Po urodzeniu wada ma postać czerwonawej, ziarnistej masy widocznej nad spojeniem łonowym.